# Dán Szépség díj
A Dán Szépség díj (Danish Beauty Award; DBA) egy, a kozmetikai iparban évente kiosztott díj, amellyel különböző kozmetikai termékeket díjaznak különböző kategóriákból. Az egyes díjakat kijelölő testületnek Pernille Aalund is tagja.
A Danish Beauty Awardot első alkalommal Danish Beauty & Cosmetics Awards elnevezéssel rendezték meg – leginkább a dán kozmetikai ipar részvételével – 2007 márciusában, Koppenhágában, majd 2008-ban ismét. 2008 októberében Danish Beauty Award–ra változtatta a nevét, s ezzel a megjelöléssel került sor a 2009. április 19-én megrendezett díjazásra.

## Külső hivatkozások
- Hivatalos honlap